# Marie Göranzon
Britt-Marie Elisabeth Göranzon Malmsjö, nacido Göranzon, 27 de octubre de 1942 en Linköping es una actriz sueca.

## Biografía
Marie Göranzon es la hija del director de hotel Bengt Göranzon y María, nacido Sterner. Ella fue entrenada en el Dramatens elevskola 1964-1967, y desde entonces ha pertenecido al conjunto del Dramaten. Entre sus más de cuarenta interpretaciones de papeles incluyen Eleonora en Strindbergs påsk, Nina en Tjechovs Måsen, el papel principal en La señorita Julia, Alicia en Dödsdansen de Strindberg y Mary Tyrone en Lång dags färd mot natt de O'Neill, que le dio el Premio O'Neill. Entre las producciones de televisión incluyen Spöksonaten de Strindberg, así como Löven i Vallombrosa de Lars Norén y Ett sorts Hades. Fuera de Dramaten, ha jugado, entre otros, en Scalateatern, Maxim y Vasan. En Vasan jugó en Albees ¿Quién tiene miedo de Virginia Woolf? de Edward Albee y Så enkel är kärleken de Lars Norén.
En 2003 Göranzon fue nominado al premio Guldbaggen en la categoría de mejor actriz de reparto por su rol en Alla älskar Alice (2002).
Göranzon participó en la quinta temporada de la programa Stjärnorna på Slottet, 2010 - 2011, una producción de la televisión sueca SVT.
Lena S Karlsson ha escrito el libro Scenens lust och magi (Spencer förlag, 2012), que está basado en conversaciones con Göranzon y su esposo Jan Malmsjö.
Junto con Stina Jofs, Göranzon han escrito la autobiografía Vrålstark & skiträdd (Nordstedts, 2017).

### Premios y reconocimientos
- 1997 – Guldmasken, como mejor actriz por su papel en ¿Quién teme a Virginia Woolf?
- 1998 – Premio O'Neill
- 1999 – Litteris et Artibus
- 2010 – Svenska Dagbladets Thaliapris
- 2016 – Medeapriset

### Privacidad
Marie Göranzon es, desde 1974, casada con Jan Malmsjö y tienen el hijo Jonas Malmsjö. En la década de 1960, estuvo casada con Lars Amble, con quien tiene una hija, Lolo Amble.

## Teatro

### Roles (incompleto)
| Año  | Rol                              | Obra                                                             | Director                       | Teatro                   |
| ---- | -------------------------------- | ---------------------------------------------------------------- | ------------------------------ | ------------------------ |
| 1968 | Moraklockan Pims mamma           | Varför är det så ont om Q? Hans Alfredson                        | Lars-Erik Liedholm             | Dramaten                 |
| 1969 | Flickvännen                      | Pojken i sängen Vilgot Sjöman                                    | Vilgot Sjöman                  | Scalateatern             |
| 1970 | Elaine Harper                    | Arsenik och gamla spetsar Joseph Kesselring                      | Hasse Ekman                    | Scalateatern             |
| 1971 | Signe                            | Sol, vad vill du mig? Birger Norman                              | Ingvar Kjellson                | Dramaten                 |
| 1974 | Ofelia                           | Hamlet Shakespeare                                               |                                | Dramaten                 |
| 1975 | Medverkande                      | Staden spelar upp! Carl Zetterström                              | Lars Amble                     | Dramaten                 |
| 1977 | Liza Drozdova                    | Onda andar Fjodor Dostojevskij                                   | Ernst Günther                  | Dramaten                 |
| 1979 | Katija                           | Kollontaj Agneta Pleijel                                         | Alf Sjöberg                    | Dramaten                 |
| 1983 | Nina                             | Måsen Anton Tjechov                                              |                                | Dramaten                 |
| 1984 | En sommardag Sławomir Mrożek     |                                                                  | Gunnel Lindblom                | Dramaten                 |
| 1988 | Lena, modern                     | Stillheten Lars Norén                                            | Christian Tomner               |                          |
| 1990 | Ingrid Sjögren                   | Skvaller Neil Simon                                              | Lars Amble                     | Maximteatern             |
| 1991 |                                  | Press! Ett obehagligt stycke Ben Elton                           | Lars Amble                     | Vasateatern              |
| 1993 | Alice                            | Dödsdansen August Strindberg                                     | Lars Norén                     | Dramaten                 |
| 1995 |                                  | Dubbeltrubbel Marc Camoletti                                     | Lars Amble                     | Vasateatern              |
| 1996 | Martha                           | Vem är rädd för Virginia Woolf? Edward Albee                     | Lars Norén                     | Vasateatern              |
| 1997 | Kate Keller                      | Alla mina söner Arthur Miller                                    | Björn Melander                 | Dramaten                 |
| 1997 | Alma                             | Så enkel är kärleken Lars Norén                                  | Christian Tomner               | Vasateatern              |
| 1998 | Mary Tyrone                      | Lång dags färd mot natt Eugene O'Neill                           | Thorsten Flinck                | Dramaten                 |
| 1999 | fru Markurell                    | Markurells i Wadköping Hjalmar Bergman                           | Peter Dalle                    | Dramaten                 |
| 2000 | Majvor Lysén-Axén                | Stulna juveler Kristina Lugn                                     | Hans Klinga                    | Dramaten                 |
| 2001 | Mathilde Serpenoise              | Tillbaka till öknen Bernard-Marie Koltès                         | Staffan Valdemar Holm          | Dramaten                 |
| 2002 | Anna                             | Boston Marriage David Mamet                                      | Birgitta Englin                | Dramaten                 |
| 2003 | Viola                            | Helvetet är minnet utan makt att förändra Jonas Gardell          | Jonas Gardell                  | Dramaten                 |
| 2005 | Giselle                          | Tryck stjärna Bodil Malmsten                                     | Christian Tomner               | Dramaten                 |
| 2006 | Fru Gunhild Borkman              | John Gabriel Borkman Henrik Ibsen                                | Hilda Hellwig                  | Dramaten                 |
| 2006 | Röst – Ultra Violet              | Valerie Jean Solanas ska bli president i Amerika Sara Stridsberg | Klaus Hoffmeyer                | Dramaten                 |
| 2007 | Arkadina                         | Måsen Tjechov                                                    | Stefan Larsson                 | Dramaten                 |
| 2007 | Kvinnan                          | Gäckanden Marie-Louise Ekman                                     | Gösta Ekman Marie-Louise Ekman | Dramaten                 |
| 2008 | Bernarda                         | Bernardas hus Lorca                                              | Christian Tomner               | Dramaten                 |
| 2009 | Charlotte                        | Höstsonaten Ingmar Bergman                                       | Stefan Larsson                 | Dramaten                 |
| 2010 |                                  | En familj - August: Osage County Tracy Letts                     | Stefan Larsson                 | Dramaten                 |
| 2012 | Helena Ekdahl                    | Fanny och Alexander Ingmar Bergman                               | Stefan Larsson                 | Dramaten                 |
| 2013 | Polly                            | Other Desert Cities - Andra ökenstäder Jon Robin Baitz           | Stefan Larsson                 | Dramaten                 |
| 2014 | Modern                           | Dödspatrullen Marie-Louise Ekman                                 | Marie-Louise Ekman             | Dramaten                 |
| 2015 | Madamde de Montreuil, Renées mor | Markisinnan de Sade Yukio Mishima                                | Stefan Larsson                 | Dramaten                 |
| 2016 | Lear                             | Kung Lear William Shakespeare                                    | Linus Tunström                 | Uppsala stadsteater      |
| 2017 | Modern                           | Försökskaninerna Marie-Louise Ekman                              | Marie-Louise Ekman             | Dramaten                 |
| 2018 | Claire                           | Besök av en gammal dam Friedrich Dürrenmatt                      | Katrine Wiedemann              | Kulturhuset Stadsteatern |

## Radioteatro

### Roles (incompleto)
| Año  | Rol        | Obra                                 | Director       |
| ---- | ---------- | ------------------------------------ | -------------- |
| 1989 | Sångerskan | Till rödbetornas land Harald Stjerne | Harald Stjerne |

## Filmografía
- 1962 – Kort är sommaren
- 1967 – Bränt barn
- 1967 – Jag är nyfiken – gul
- 1968 – Jag är nyfiken – blå
- 1972 – Spöksonaten
- 1972 – Hemma hos Karlssons (TV-serie)
- 1973 – Näsan
- 1973 – Revisorn
- 1976 – En dåres försvarstal (TV-serie)
- 1977 – Fia i folkhemmet (TV-film)
- 1977 – Tofsen (TV-serie)
- 1978 – Rätt ut i luften
- 1979 – Kristoffers hus
- 1980 – Marmeladupproret
- 1981 – Babels hus (TV-serie)
- 1981 – Göta kanal eller Vem drog ur proppen?
- 1983 – Den tredje lyckan (TV-serie)
- 1984 – Systrar (TV-pjäs)
- 1985 – Nya Dagbladet (TV-serie)
- 1985 – Falsk som vatten
- 1991 – Den goda viljan (TV-serie)
- 1991 – Kopplingen (TV-serie)
- 1991 – Rosenbaum (TV-serie)
- 1992 – Svart Lucia
- 1994 – Frihetens skugga (TV-serie)
- 1995 – Som löven i Vallombrosa (TV-pjäs)
- 1995 – Anmäld försvunnen (TV-serie)
- 1995 – Bert – Den siste oskulden
- 1996 – Dödsdansen
- 1996 – Ett sorts Hades (TV-teater)
- 1997 – Cheek to Cheek
- 2000 – Det grovmaskiga nätet
- 2001 – Beck – Mannen utan ansikte
- 2001 – Beck – Hämndens pris
- 2002 – Beck – Pojken i glaskulan
- 2002 – Beck – Sista vittnet
- 2002 – Beck – Annonsmannen
- 2002 – Beck – Okänd avsändare
- 2002 – Beck – Enslingen
- 2002 – Beck – Kartellen
- 2002 – Alla älskar Alice
- 2003 – Spaden
- 2003 – Skenbart – en film om tåg
- 2003 – Solveigs resa till det norra riket (TV-serie)
- 2004 – Dag och natt
- 2004 – Stenjäveln
- 2005 – Den bästa av mödrar
- 2005 – Mun mot mun
- 2006 – Beck – Gamen
- 2006 – Beck – Flickan i jordkällaren
- 2006 – Beck – Skarpt läge
- 2006 – Beck – Advokaten
- 2007 – Hoppet
- 2007 – Beck – I Guds namn
- 2007 – Beck – Det tysta skriket
- 2007 – Beck – Den svaga länken
- 2007 – Beck – Den japanska shungamålningen
- 2007 – Beck – Den svaga länken
- 2007 – Beck – Det tysta skriket
- 2007 – Beck – I Guds namn
- 2011 – Åsa-Nisse – wälkom to Knohult
- 2012 – Blondie
- 2013 – Allt faller (TV-serie)
- 2016 – Mammor (TV-serie)
- 2017 – Tillsammans med Strömstedts (TV-serie)
- 2017 – 2060 (TV-film)